# سرية بن أبي العوجاء السلمي
سرية بن أبي العوجاء السلمي أحد سرايا الرسول , أرسل فيها الصحابي ابن أبي العوجاء السلمي إلى بني سليم.

## أحداث السرية
بعث الرسول ابن أبي العوجاء السلمي في خمسين رجلا من الصحابة إلى بني سليم ، فكان لهم جاسوس مع القوم ، فخرج إليهم وسبق القوم وحذرهم ، فجمعوا لهم جمعا كثيرا ، فجاؤوا لهم وهم معدون لهم فدعوهم إلى الإسلام ، فقالوا أي حاجة لنا بما تدعونا إليه , فتراموا بالنبل ساعة ، وجعلت الأمداد تأتيهم ، وأحدقوا بالمسلمين من كل ناحي ة، فقاتل المسلمون قتالا شديدا حتى قتل عامتهم ، وأصيب ابن أبي العوجاء جريحا مع القتلى، ثم تحامل حتى أتى الرسول 